# Museo Botánico de Tuxtla Gutiérrez
El museo Botánico de Tuxtla Gutiérrez, en la ciudad homónima de Tuxtla Gutiérrez, en el estado de Chiapas, México, fue fundado en 1951 junto con el Jardín Botánico Faustino Miranda bajo la tutela del Faustino Miranda (al que el jardín honra con su nombre), experto botánico que dedicó gran parte de su vida a estudiar las flora del estado de Chiapas.
Este museo alberga al herbario y colecciones científicas, como es la exposición permanente "Maderas de Chiapas". Otras exposiciones son: su renovada área de "plantas medicinales", Flores de Chiapas, diversidad vegetal entre otras. También cuentan con  Biblioteca especializada en Botánica y exposiciones temporales.